# Monte Lozen
Il Monte Lozen (in lingua inglese: Mount Lozen) è una montagna antartica, alta 2.460 m, situata sul fianco nordoccidentale del Ghiacciaio Tocci, nei Monti dell'Ammiragliato, in Antartide. 
Il monte è stato mappato dall' United States Geological Survey (USGS) sulla base di rilevazioni e foto aeree scattate dalla U.S. Navy nel periodo 1960-64.
La denominazione è stata assegnata dall' Advisory Committee on Antarctic Names (US-ACAN) in onore di Michael R. Lozen, della U.S. Navy, operatore radio in servizio presso la Stazione McMurdo nel 1967.